# Línea 1 del Metro de Belo Horizonte
La Línea 1: Eldorado ↔ Vilarinho es la única línea del Metro de Belo Horizonte actualmente en funcionamiento. Conecta Vilarinho, en Venda Nova, en la región norte de Belo Horizonte, con Eldorado, en el municipio de Contagem. Tiene 28,1 km de longitud y 19 estaciones. La construcción comenzó en 1981 y entró en funcionamiento en 1986, inicialmente con 6 estaciones. Con el paso de los años fue ampliándose hasta 2002, cuando se inauguró su última estación.
Desde marzo de 2023, la línea es operada por Metrô BH, concesionaria privada que ganó el proceso de concesión y que también operará la futura Línea 2 por un período de 30 años. La compañía deberá invertir en modernización y mejoras de la línea y construir 2 nuevas estaciones que deberían entrar en funcionamiento a partir de 2026: estaciones Novo Eldorado y Nova Suíça.
|  |

## Histórico

### Fechas de inauguración
| Fecha                  | Tramo                        | Descripción                     |
| ---------------------- | ---------------------------- | ------------------------------- |
| Agosto de 1986         | Eldorado ↔ Lagoinha          | Inauguración comercial          |
| Abril de 1987          | Central                      | Inauguración                    |
| Abril de 1992          | Santa Efigênia               | Inauguración                    |
| Diciembre de 1992      | Santa Tereza                 | Inauguración                    |
| Diciembre de 1993      | Horto Florestal              | Inauguración                    |
| Diciembre de 1994      | Santa Inês                   | Inauguración                    |
| Abril de 1997          | José Candido da Silveira     | Inauguración                    |
| Julio de 1999          | Vila Oeste y Minas Shopping  | Inauguración                    |
| Enero de 2002          | São Gabriel                  | Inauguración                    |
| Abril de 2002          | Primeiro de Maio             | Inauguración                    |
| Julio de 2002          | Waldomiro Lobo y Floramar    | Inauguración                    |
| Septiembre de 2002     | Vilarinho                    | Inauguración                    |
| Septiembre de 2002     | Primeiro de Maio ↔ Vilarinho | Inicio de la operación asistida |
| 7 de noviembre de 2005 | Eldorado ↔ Vilarinho         | Inauguración comercial          |
| 2026 (previsto)        | Eldorado ↔ Novo Eldorado     | En estudio                      |
| 2026 (previsto)        | Nova Suíça                   | En construcción                 |

## Estaciones[4]
| Sigla | Estación                 | Plataformas     | Nº de embarques diarios(2009) | Barrio           | Situación       |
| ----- | ------------------------ | --------------- | ----------------------------- | ---------------- | --------------- |
|       | Novo Eldorado            |                 |                               | Novo Eldorado    | En proyecto     |
| UEL   | Eldorado                 | Central         | 25.231                        | Agua Blanca      | En servicio     |
| UCI   | Cidade Industrial        | Central         | 2.529                         | Camargos         | En servicio     |
| UVO   | Vila Oeste               | Laterales       | 3.912                         | Vila Oeste       | En servicio     |
| UGM   | Gameleira                | Central         | 6.524                         | Gameleira        | En servicio     |
| UNS   | Nova Suíça               | Centrales       |                               | Nova Suíça       | En Construcción |
| UCL   | Calafate                 | Central         | 6.515                         | Calafate         | En servicio     |
| UCP   | Carlos Prates            | Central         | 8.860                         | Carlos Prates    | En servicio     |
| ULG   | Lagoinha                 | Central         | 14.291                        | Lagoinha         | En servicio     |
| UCT   | Central                  | Centrales       | 16.943                        | Centro           | En servicio     |
| USE   | Santa Efigênia           | Central         | 7.477                         | Santa Efigênia   | En servicio     |
| UST   | Santa Tereza             | Central         | 5.483                         | Santa Tereza     | En servicio     |
| UHF   | Horto Florestal          | Central         | 3.155                         | Sagrada Familia  | En servicio     |
| USI   | Santa Inês               | Laterales       | 4.382                         | Santa Inês       | En servicio     |
| UJC   | José Candido da Silveira | Laterales       | 5.106                         | Santa Inês       | En servicio     |
| UMS   | Minas Shopping           | Lateral/Central | 5.788                         | São Paulo        | En servicio     |
| USG   | São Gabriel              | Laterales       | 13.400                        | São Gabriel      | En servicio     |
| UPM   | Primeiro de Maio         | Laterales       | 2.357                         | Primeiro de Maio | En servicio     |
| UML   | Waldomiro Lobo           | Laterales       | 4.360                         | Heliópolis       | En servicio     |
| UFL   | Floramar                 | Laterales       | 3.938                         | Floramar         | En servicio     |
| UVL   | Vilarinho                | Central         | 11.954                        | Vila Clóris      | En servicio     |